# Tiadenol
Tiadenol là một tác nhân hạ lipid máu. 